# Achim von Willisen
Joachim Wilhelm Freiherr von Willisen, meist genannt Achim Freiherr von Willisen (* 31. Januar 1900 in Gut Bärenwalde, Westpreußen; † 5. April 1983 in München) war ein deutscher Forstwissenschaftler, Reserveoffizier und Mitwisser um das Attentat vom 20. Juli 1944.

## Leben

### Familie
Er war der Sohn des preußischen Rittmeisters Maximilian Freiherr von Willisen (1861–1919) und dessen Ehefrau Olga von Lindern (1874–1962). Joachim von Willisen heiratete am 28. Mai 1931 in erster Ehe Johanna von Johnston (1907–1935) und am 3. Oktober 1958 in zweiter Ehe Carola Freiin Rüdt von Collenberg (1904–1985). Aus erster Ehe entstammen ein Sohn und eine Tochter.

### Vor dem Zweiten Weltkrieg
Willisen studierte nach dem Abschluss seiner Schullaufbahn Forstwissenschaften und schloss das Studium 1923 ab. Zum Ende des Ersten Weltkrieges diente er als Soldat in der Deutschen Armee. Ab 1925 trat er als Forstassessor in den preußischen Staatsdienst ein. Nach der „Machtergreifung“ durch die Nationalsozialisten stand er dem NS-Regime ablehnend gegenüber, auch weil sein Verwandter Herbert von Bose Opfer des Röhm-Putsches wurde. Danach stand er in der Uckermark einem Forstamt vor. Ab Anfang April 1939 leitete Willisen im Reichswirtschaftsministerium als Oberforstmeister den Bereich Holzwirtschaft.

### Im Zweiten Weltkrieg
Nach Ausbruch des Zweiten Weltkrieges wurde Willisen zur Wehrmacht eingezogen und diente als Reserveoffizier beim Potsdamer Infanterie-Regiment 9 in der 23. Infanterie-Division. Über Fritz-Dietlof Graf von der Schulenburg bekam er dort Kontakt zum militärischen Widerstand. Aufgrund mehrmaliger Verwundungen wurde Willisen aus der Wehrmacht entlassen. Danach wurde er persönlicher Referent des Staatssekretärs im Reichsforstamt. Anfang Juli 1943 wurde Willisen zum Oberlandforstmeister befördert und leitete anschließend die Landesforstverwaltung in Schwerin. Ab dieser Zeit intensivierten sich die Kontakte zu Schulenburg, der Willisen für das Schattenkabinett Beck/Goerdeler als Politischen Beauftragten für den Wehrkreis II (Stettin) für den Fall eines geglückten Staatsstreich gewinnen konnte.
Nach dem gescheiterten Attentat vom 20. Juli 1944 wurde Willisen am 21. Juli 1944 festgenommen und in Schwerin wochenlang durch die Gestapo verhört. Willisens Name stand auf einer Liste der potentiellen Verbindungsoffiziere und Politischen Beauftragten, die von der Gestapo konfisziert worden war und ausgewertet wurde. Während der Verhöre konnte Willisen nicht nachgewiesen werden, dass er über das geplante Attentat informiert war bzw. darum wusste, dass sein Name auf der Liste stand. Danach war er wieder bis Kriegsende in der Landesforstverwaltung in Schwerin tätig und erlebte die Befreiung vom Nationalsozialismus.

## Nach Kriegsende
Willisen übernahm nach dem Krieg das Forstamt Reinhausen. Er ging 1964 als Forstamtsleiter von Reinhausen in Pension.